# Прапор Гессена
Цивільний прапор Федеральної Землі Гессен, Німеччина, складається з двоколірної червоної верхньої та нижньої білої смуг у пропорції 3:5. Державний прапор схожий, за винятком того, що він прикрашений державним гербом у центрі, і може використовуватися лише державними департаментами та службами.
Червоний і білий кольори засновані на гербі Людовінгів, що показує лева з дев’ятикратним горизонтальним білим і червоним поділом. Герб був успадкований Гессенським домом після його відокремлення від герцогства Тюрінгія в 1247 році, і прапор став використовуватися в ранньому сучасному Гессенському ландграфстві. Пізніше Велике герцогство Гессенське використовувало прапор із двома червоними смугами, як і Народна держава Гессен до 1933 року.
Прапор Тюрингії було введено в 1920 році, коли вона була утворена з роздроблених держав Тюрингії (герцогство Тюрингія було приєднано до Саксонії в 1400 році), як зворотний бік прапора Гессену. 
Цивільний прапор Гессену нагадує прапор Монако і, зокрема, Індонезії.
Він також нагадує один із прапорів Ельзасу.
Міністерство внутрішніх справ Гессену визначило кілька офіційних днів прапора. У ці дні на всіх офіційних будівлях має вивішуватися прапор Гессену (поряд із прапором Європейського Союзу та Німеччини).  Ці дні включають:
| Дата                        | Ім'я                                      | Причина                                                                          |
| --------------------------- | ----------------------------------------- | -------------------------------------------------------------------------------- |
| 27 січня                    | День пам'яті жертв націонал-соціалізму    | Річниця визволення концтабору Аушвіц (1945)                                      |
| 1 травня                    | День Праці                                | Створено для німецьких профспілок для демонстрації захисту прав працівників      |
| 9 травня                    | День Європи                               | Річниця Декларації Шумана (1950)                                                 |
| 23 травня                   | День Конституції                          | Річниця Основного закону Німеччини (1949)                                        |
| 17 червня                   | Річниця 17 червня 1953 року               | Річниця повстання 1953 року в НДР                                                |
| 20 липня                    | Річниця 20 червня 1944 року               | Річниця невдалого замаху на Адольфа Гітлера Клаусом фон Штауффенбергом (1944)    |
| Друга неділя вересня        | Гессенський день пам'яті жертв депортації | Вшановувати всіх людей, які проживають у Гессені, які постраждали від депортації |
| 3 жовтня                    | День німецької єдності                    | Річниця возз'єднання Німеччини (1990)                                            |
| Друга неділя перед Адвентом | День народної скорботи                    | В пам'ять про всіх загиблих у роки війни                                         |
| 1 грудня                    | День Конституції Гессену                  | Річниця Гессенської конституції (1946)                                           |

У День пам'яті жертв націонал-соціалізму і в День народної скорботи прапори приспущені. Крім того, прапори повинні бути вивішені в дні виборів до Європейського парламенту, Бундестагу, гессенського ландтагу та муніципальних виборів.

## Історія

Вільне місто Франкфурт
Князівство Ізенбург (1806–1815)
Вестфальське королівство (1807–1813)
Велике герцогство Франкфуртське (1810–1813)
Гессенське курфюрство
Нассау-Узінген
Герцогство Нассау (1806–1866)
Велике герцогство Гессенське (1806–1918)
Вільна Держава Фляшенхальс (1919–1923)
Провінція Гессен-Нассау (1868–1944)
Провінція Кургессен (1944–1945)
Провінція Нассау (1944–1945)